# Pełny torus

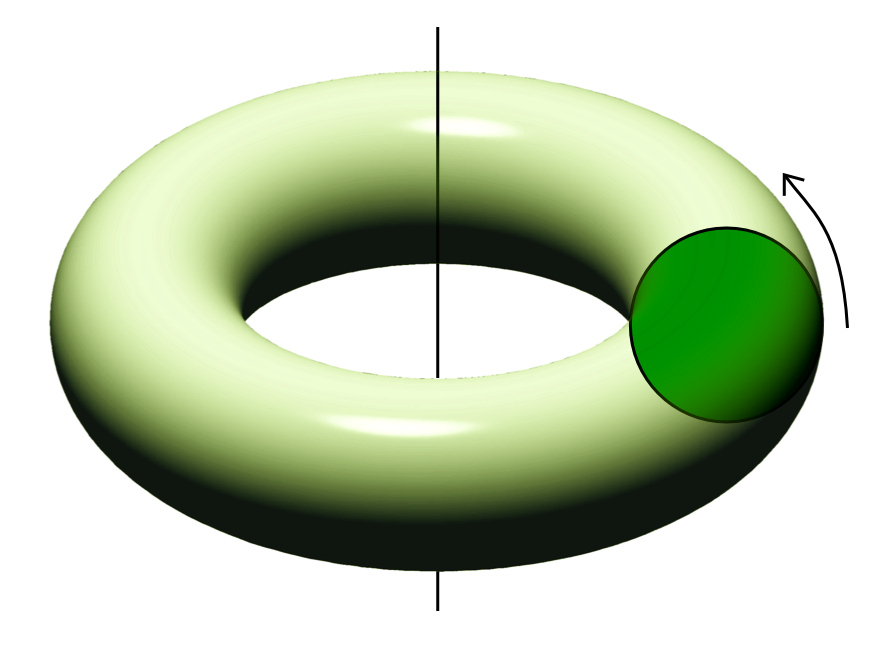
Pełny torus powstaje przez obrót koła wokół osi leżącej w tej samej płaszczyźnie i rozłącznej z nim

Pełny torus – bryła obrotowa w trójwymiarowej przestrzeni euklidesowej, powstająca przez obrót koła wokół osi leżącej w tej samej płaszczyźnie i rozłącznej z nim. Brzegiem (powierzchnią) pełnego torusa jest torus.
W topologii każdą przestrzeń homeomorficzną z tą bryłą nazywa się również pełnym torusem lub preclem (genusu 1). Pełny torus jest homeomorficzny z iloczynem kartezjańskim okręgu i koła.